# Peralveche (kommunhuvudort)
Peralveche är en kommunhuvudort i Spanien.   Den ligger i provinsen Provincia de Guadalajara och regionen Kastilien-La Mancha, i den centrala delen av landet, 110 km öster om huvudstaden Madrid. Peralveche ligger 1 111 meter över havet och antalet invånare är 101.
Terrängen runt Peralveche är huvudsakligen kuperad, men den allra närmaste omgivningen är platt.  Trakten runt Peralveche är nära nog obefolkad, med mindre än två invånare per kvadratkilometer. Närmaste större samhälle är Trillo, 15,7 km nordväst om Peralveche. 